# AIM-260 JATM
El misil táctico avanzado conjunto (Joint Advanced Tactical Missile, JATM) AIM-260 es un misil aire-aire estadounidense más allá del alcance visual (BVRAAM) desarrollado por Lockheed Martin. Diseñado para abordar amenazas avanzadas, se espera que el misil reemplace o complemente al AIM-120 AMRAAM actualmente en servicio en EE. UU.
Este programa difiere del arma de combate de largo alcance (Long-Range Engagement Weapon) desarrollada por Raytheon.